# Chambeugle
Chambeugle korábbi község (település) Franciaországban, Saône-et-Loire megyében. 2016. január 1-jén további 13 korábbi községgel egyesült és azokkal együtt Charny Orée de Puisaye új község része lett.
Lakosainak száma 49 fő (2018. január 1.). Chambeugle Marchais-Beton, Saint-Maurice-sur-Aveyron, Fontenouilles, Saint-Martin-sur-Ouanne és Charny községekkel határos.

## Népesség
A település népességének változása:
| Lakosok száma | 105  | 86   | 83   | 80   | 53   | 65   | 53   | 51   | 49   | 49   |
|               | 1962 | 1968 | 1975 | 1982 | 1990 | 2008 | 2013 | 2015 | 2017 | 2018 |